# Lepidasthenia scotti
Lepidasthenia scotti är en ringmaskart som beskrevs av Buzhinskaya 1982. Lepidasthenia scotti ingår i släktet Lepidasthenia och familjen Polynoidae. Inga underarter finns listade i Catalogue of Life.